# AppleColor High-Resolution RGB Monitor
AppleColor High-Resolution RGB Monitor — 13-дюймовий (12,8-дюймовий видимий екран) ЕПТ-монітор з апертурною решіткою Trinitron, фіксованою роздільною здатністю 640x480 та частотою оновлення 66,7 Гц. Він був випущений разом з комп'ютером Macintosh II і вироблявся Apple Computer із 1 березня 1987 року до 1 грудня 1992 року. Він використовував відеороз'єм DA-15, який зазвичай використовується на комп'ютерах і відеокартах сімейства Macintosh II і пізніше Macintosh. Було випущено дві версії: Rev. A (M0401) і Rev. B (M1297). Вони мали ідентичні функції.